# Beirut39
Beirut39 è un progetto collaborativo tra il Hay Festival, l'organizzazione degli eventi legati a Beirut Capitale mondiale del libro UNESCO 2009, la rivista Banipal e il British Council e altri volto ad identificare 39 tra i più promettenti scrittori arabi sotto i 39 anni. Il progetto si è svolto tra il 2009 e il 2010 in seguito al successo dell'analogo progetto Bogotá39 che ebbe luogo nel 2007 per identificare i più promettenti scrittori dell'America latina.
In occasione della nomina di Port Harcourt come World Book Capital 2014, fu lanciato il progetto Africa39 destinato agli scrittori dell'Africa Sub-sahariana.
I requisiti per l'inclusione nell'elenco di Beirut39 stabilivano che l'autore fosse nato dopo il 1970, fosse di origine araba ed avesse almeno una pubblicazione. Tra i giudici del concorso vi erano il critico letterario egiziano Gaber Asfour, il poeta e giornalista libanese Abdo Wazen, lo scrittore libanese Alawiya Sobh e il poeta e giornalista omanita Saif Al Rahbi. In seguito al progetto venne pubblicata un'antologia intitolata Beirut39: New Writing from the Arab World, edita da Samuel Shimon della rivista Banipal e pubblicato da Bloomsbury Publishing nel 2010 in inglese ed arabo.

## Elenco degli autori
- – Abdelaziz Errachidi (anno di nascita 1978)
- – Abdelkader Benali (anno di nascita 1975)
- – Abdellah Taïa (anno di nascita 1973)
- – Abderrahim Elkhassar (anno di nascita 1975)
- – Abderrazak Boukebba (anno di nascita 1977)
- – Abdullah Thabit (anno di nascita 1973)
- – Adania Shibli (anno di nascita 1974)
- – Ahmed Saadawi (anno di nascita 1973)
- – Ahmad Yamani (anno di nascita 1970)
- – Ala Hlehel (anno di nascita 1974)
- – Bassim al Ansar (anno di nascita 1970)
- – Dima Wannous (anno di nascita 1982)
- – Faïza Guène (anno di nascita 1985)
- – Hala Kawtharani (anno di nascita 1977)
- – Hamdy el Gazzar (anno di nascita 1970)
- – Hussein al Abri (anno di nascita 1972)
- – Hussein Jelaad (anno di nascita 1970)
- – Hyam Yared (anno di nascita 1975)
- – Islam Samhan (anno di nascita 1982)
- – Joumana Haddad (anno di nascita 1970)
- – Kamel Riahi (anno di nascita 1974)
- – Mansour El Souwaim (anno di nascita 1970)
- – Mansoura Ez Eldin (anno di nascita 1976)
- – Mohammad Hassan Alwan (anno di nascita 1979)
- – Mohammad Salah al Azab (anno di nascita 1981)
- – Nagat Ali (anno di nascita 1975)
- – Najwa Binshatwan (anno di nascita 1970)
- – Najwan Darwish (anno di nascita 1978)
- – Nazem El Sayed (anno di nascita 1975)
- – Rabee Jaber (anno di nascita 1972)
- – Randa Jarrar (anno di nascita 1978)
- – Rosa Yassin Hassan (anno di nascita 1974)
- – Samar Yazbek (anno di nascita 1970)
- – Samer Abou Hawwash (anno di nascita 1972)
- – Wajdi al Ahdal (anno di nascita 1973)
- – Yahya Amqassim (anno di nascita 1971)
- – Yassin Adnan (anno di nascita 1970)
- – Youssef Rakha (anno di nascita 1976)
- – Zaki Baydoun (anno di nascita 1981)